# Saint-Pantaléon-de-Lapleau
Saint-Pantaléon-de-Lapleau é uma comuna francesa na região administrativa da Nova Aquitânia, no departamento de Corrèze. Estende-se por uma área de 8,46 km². Em 2010 a comuna tinha 68 habitantes (densidade: 8 hab./km²).